# Ėlektronika-60
Ėlektronika-60 (in russo Электроника-60?) è una serie di microcomputer prodotti in Unione Sovietica dalla Ėlektronika tra il 1978 e il 1991 e realizzati con componenti di produzione interna.
Le macchine erano progettate per l'utilizzo all'interno di sistemi di controllo per l'automazione discreta o per il debug di programmi per supercomputer specializzati integrati. Il sistema di comando era compatibile con i DEC PDP-11. Gli Ė-60 avevano una struttura modulare con unità strutturalmente complete che comunicavano tra loro attraverso il canale di sistema del microcomputer.
In ambito videoludico, è noto per esser stato il microcomputer sul quale Aleksej Pažitnov sviluppò nel 1984 la prima versione di Tetris.

## Specifiche
Strutturalmente, l'Ėlektronika-60 era un'unità che veniva montata su rack o utilizzata come parte di complessi informatici. L'Ė-60 veniva utilizzato esclusivamente tramite un terminale e a tale scopo si impiegava una macchina da scrivere elettrica Consul-260 prodotta nella Repubblica Democratica Tedesca, un display alfanumerico 15IĖ-00-013 o una punzonatrice. Potevano essere utilizzate anche altre periferiche come stampanti e lettori di floppy disk.
La serie comprendeva due generazioni: la Ėlektronika-60 e la Ėlektronika-60-1. Della prima serie facevano parte gli Ė-60, Ė-60M e Ė-60T, che differivano per i processori utilizzati (rispettivamente M1, M2 e M3). La seconda comprendeva i microcomputer Ėlektronika MS 1211 e MS 1212, con prestazioni più elevate, un sistema di istruzioni esteso (con 46 istruzioni per numeri in virgola mobile), una maggiore quantità di memoria e un'espansione dello spazio degli indirizzi fino a 18 e 22 bit tramite gestore di memoria.
L'Ė-81, noto anche come Ėlektronika MS 1213, era il microcomputer più potente della serie, con migliori prestazioni e lo spazio degli indirizzi di 22 bit.
Del modello base di Ėlektronika-60 esistevano tre versioni:
- 15VM-16-002 (15VM-16-007, 15VM-16-008) - senza alimentatore, costituita da un case, all'interno del quale era collocata la scheda del processore centrale (M1, M2 o M3) e l'unità di controllo B1. Era progettato per sistemi embedded.
- 15VM-16-004 (15VM-16-012) - composta da un processore M1 o M2, il dispositivo di controllo V1 e V21, alimentatore BPS6-1, case.
- 15VM-16-005 (15VM-16-013) - un sistema informatico autonomo e monoutente formato da processore M1 o M2, dispositivo di controllo V1, dispositivo di controllo V21, alimentatore BPS6-1, case, tavolo, Consul-260, lettore di nastri perforati FS-1501 e perforatore PL-150.[1]

L'Ėlektronika-60-1 era disponibile in tre versioni:
- MS 1211, composto da unità di elaborazione centrale M6 (MS 1601.01), dispositivo di memorizzazione dei dati P5 (MS 3101), interfaccia seriale I12 (MS 4602) e dispositivo di caricamento-diagnosi hardware SM 1 (MS 3401).
- L'MC 1212, composto da CPU М6 (MS 1601.02), interfaccia seriale I12 (MS 4602), dispositivo di memoria P7 (MS 3102.01), dispositivo di caricamento-diagnosi СМ 1 (MS 3401) e unità elettronica combinata MS 9502.

### Processori

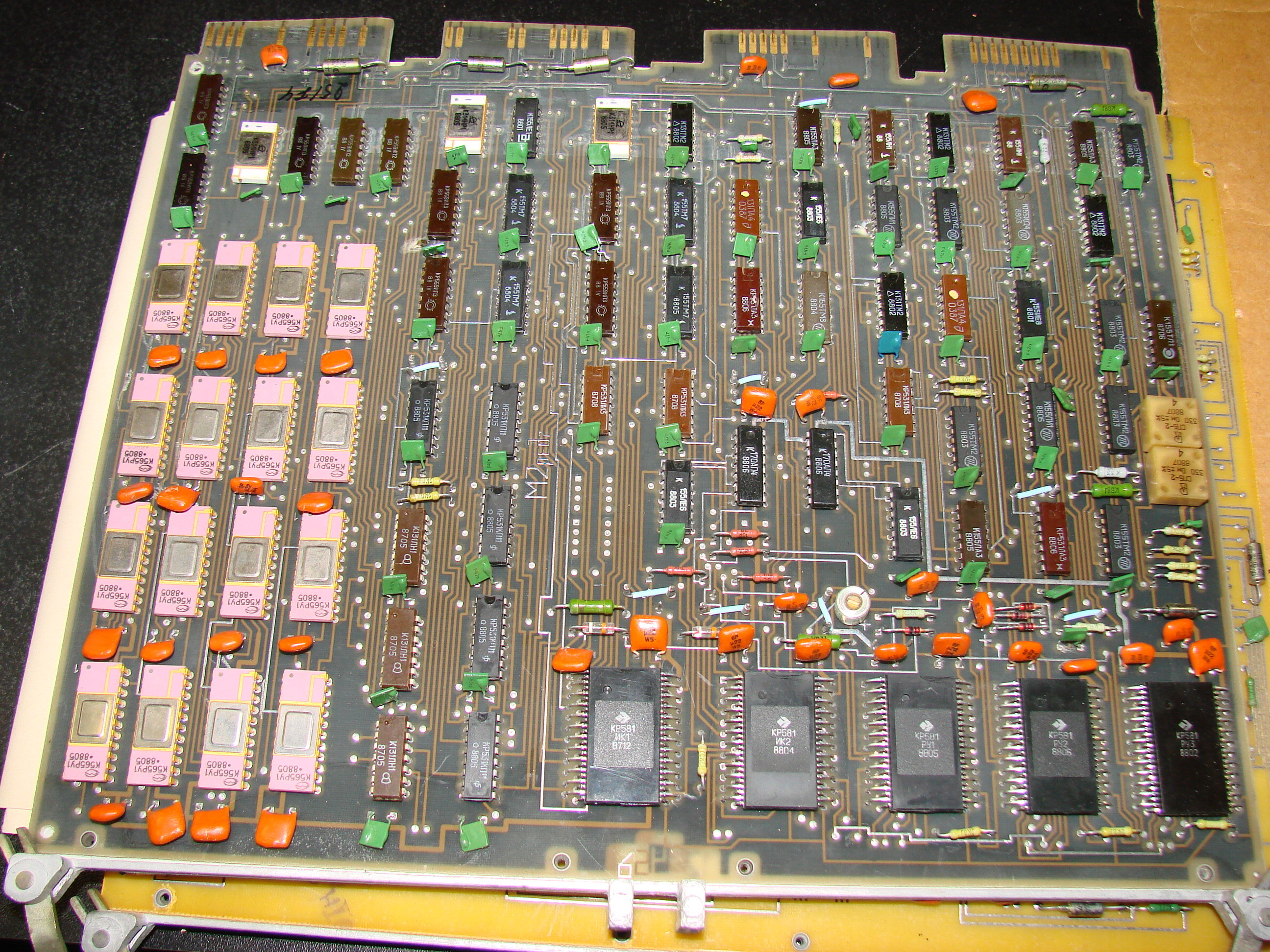
Scheda madre con М2.

I microprocessori centrali degli Ė-60 erano basati sulla serie di chipset K581 per microprocessori MDP BIS. I processori M1 e M2 erano costituiti da un'unità aritmetica e logica di registro (RALU) K581IC1, un'unità di controllo BMU К581IК2 e ROM del firmware K581RU1 e K581RU2. L'M2 aveva le seguenti caratteristiche tecniche:
- Parole: 16 bit;
- Spazio degli indirizzi logici: 32 K a parola (64 kB);
- RAM residente: 4 K a parola (8 kB);[2]
- Numero comandi: 81, compresi 4 comandi aritmetici estesi e 4 comandi in virgola mobile;
- Velocità: 250 mila operazioni al secondo;
- Cifre dei numeri in virgola mobile: 32;
- Numero di grandi circuiti integrati: 5;
- Consumi: 12,5 Watt con +5 (±0,25) V; 18 W con +12 (±0,36) V;
- Dimensioni: 240 × 280 mm;

Il processore M3 era basato sul circuito integrato K581VE1 (clone del CP1651) ed era compatibile con il set di istruzioni M1.

#### М5
L'M5 era il processore dell'Ėlektronika-81 (MS 1213) basato sull'MPS K1804 e collocato su una scheda IPI completa (252 x 296 x 12 mm). Implementava un set di 95 istruzioni compatibili con l'Ėlektronika 100/25 e uno spazio di indirizzamento a 22 bit. L'ALU era a 16 bit, con quattro BIC K1804BC1 a 4 bit, microcodice orizzontale a 64 bit, 16 registri a 16 bit di cui 6 RON, uno stack pointer e un contatore di istruzioni disponibili nel software.
- Parole: 16 bit
- Spazio degli indirizzi logici: 32 K a parola (64 kB)
- Numero comandi: 95;
- Velocità: 800 mila operazioni al secondo;
- Cifre dei numeri in virgola mobile: 32;
- Numero di grandi circuiti integrati: 13;

### M6

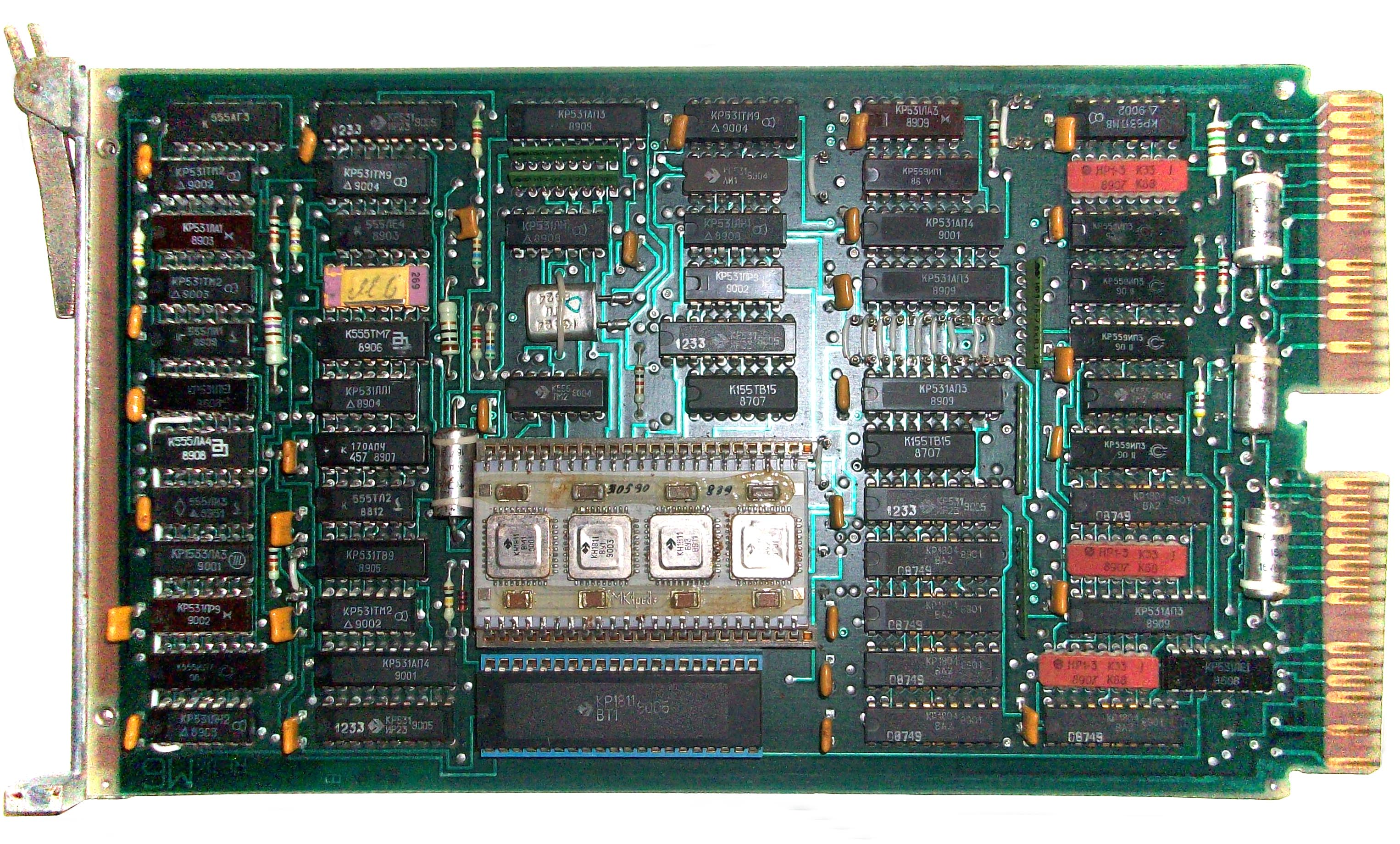
Scheda madre con M6

Il processore M6 aveva due versioni: MC 1601.01, con indirizzi di 256K e bus a 18 bit (MPI-18), e MC 1601.02, con indirizzi fino a 4MB e bus a 22 bit (MPI-22).
Il processore riprendeva il design del modello DEC KDF-11, con KDF-11A dotato di bus a 18 bit e KDF-11B con bus a 22 bit. Il numero di istruzioni era di 92, con 46 cifre in virgola mobile. Poteva eseguire circa 600 000 istruzioni al secondo da registro a registro e circa 250 mila al secondo su compiti interi.
L'ALU è a 16 bit, il microcodice è verticale a 25 bit e a tre livelli, con 14 registri a 16 bit di cui 6 registri, 2 puntatori di stack (di sistema e software) e un contatore di istruzioni disponibili nel software.